# Garhwa
Garhwa là một thành phố và khu đô thị của quận Garhwa thuộc bang Jharkhand, Ấn Độ.

## Nhân khẩu
Theo điều tra dân số năm 2001 của Ấn Độ, Garhwa có dân số 36.708 người. Phái nam chiếm 54% tổng số dân và phái nữ chiếm 46%. Garhwa có tỷ lệ 61% biết đọc biết viết, cao hơn tỷ lệ trung bình toàn quốc là 59,5%: tỷ lệ cho phái nam là 69%, và tỷ lệ cho phái nữ là 51%. Tại Garhwa, 17% dân số nhỏ hơn 6 tuổi.